# Krunoslav Rendulić
Krunoslav Rendulić (Vinkovci, 26 settembre 1973) è un allenatore di calcio ed ex calciatore croato, di ruolo difensore.

## Carriera

### Allenatore
Appesi gli scarpini al chiodo intraprende la carriera da allenatore iniziando come vice nel Foolad prima e nell'Al-Arabi poi.
Il 28 ottobre 2018 viene ufficializzato come primo allenatore dell'Istria 1961, carica dalla quale viene esonerato il 4 marzo 2019 dopo solo 2 vittorie e 2 pareggi in 12 partite. 
Nel giugno dello stesso anno si accasa nel Sebenico dopo ben 22 anni dall'ultima volta. Guida i Narančasti alla vittoria della Druga HNL e per buona parte della stagione successiva in Prva HNL, viene esonerato il 23 marzo 2021 dopo 50 partite alla guida del club (23 vittorie, 7 pareggi e 20 sconfitte). 
Solo cinque giorni dopo l'esonero firma un contratto con il HNK Gorica che lo lega al club fino all'estate 2024.
Il 3 marzo 2022 viene sollevato dall'incarico all'indomani dall'eliminazione in semifinale di Coppa di Croazia per mano dell'Hajduk Spalato.

## Palmarès

### Giocatore

#### Competizioni nazionali
- Campionato croato: 1

Hajduk Spalato: 2000-2001
- Coppa di Croazia: 1

Rijeka: 2005-2006
- Coppa di Slovenia: 2

Interblock Lubiana: 2007-2008, 2008-2009
- Supercoppa di Slovenia: 1

Interblock Lubiana: 2008

### Allenatore

#### Competizioni nazionali
- Druga hrvatska nogometna liga: 1

Sebenico: 2019-2020
- Campionato bosniaco: 1

Zrinjski Mostar: 2022-2023
- Coppa di Bosnia: 1

Zrinjski Mostar: 2022-2023